# Premio Holberg

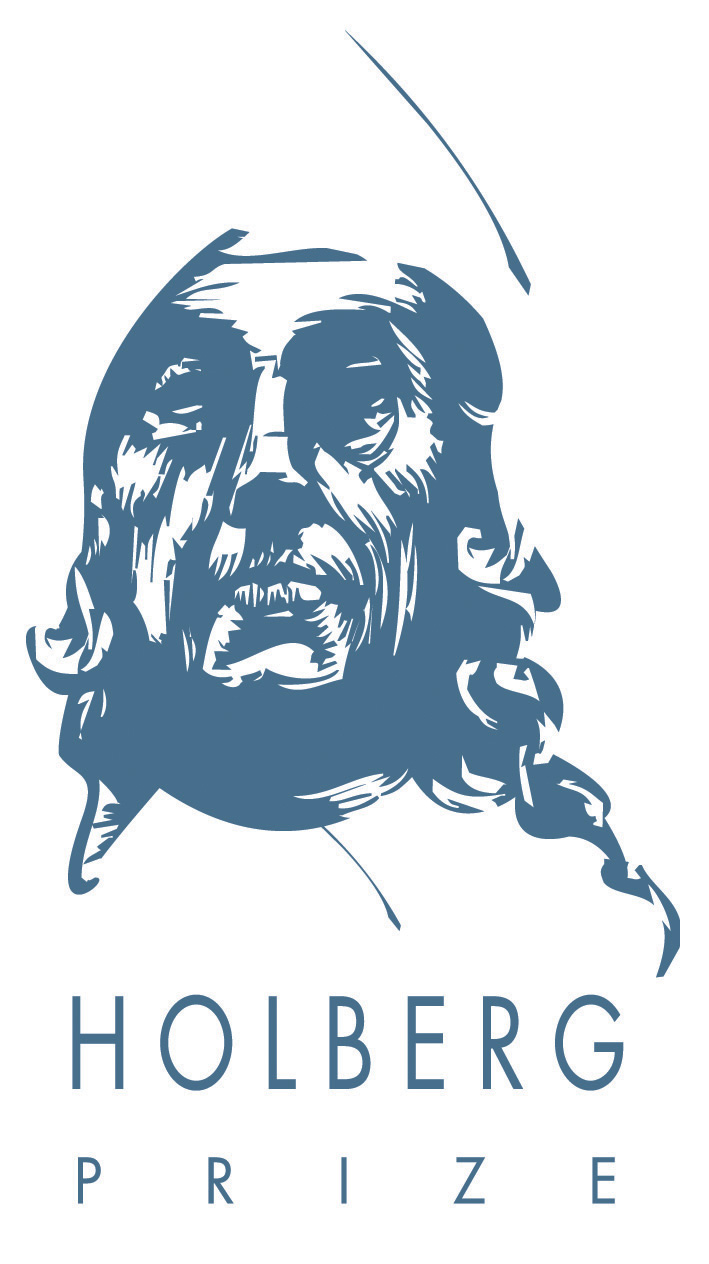
Logo del Premio

Il premio Holberg (Holbergprisen), conosciuto anche come Holberg International Memorial Prize, è un importante riconoscimento istituito dal governo della Norvegia.

## Storia
Istituito in onore di Ludvig Holberg, il premio viene conferito dall'università di Bergen, grazie ad un fondo creato il 1º luglio 2003; il premio è stato assegnato a partire dal 2004, con la consegna, ai vincitori,  di un premio in denaro pari a 6 milioni di corone norvegesi.

## Vincitori
- 2004: Julia Kristeva
- 2005: Jürgen Habermas
- 2006: Shmuel Eisenstadt
- 2007: Ronald Dworkin
- 2008: Fredric Jameson
- 2009: Ian Hacking
- 2010: Natalie Zemon Davis
- 2011: Jürgen Kocka
- 2012: Manuel Castells
- 2013: Bruno Latour
- 2014: Michael Cook
- 2015: Marina Warner
- 2016: Stephen Greenblatt
- 2017: Onora O'Neill
- 2018: Cass Sunstein
- 2019: Paul Gilroy
- 2020: Griselda Pollock
- 2021: Martha Nussbaum[2]
- 2022: Sheila Jasanoff[3]
- 2023: Joan Martinez Alier[4]
- 2024: Achille Mbembe[5]
- 2025: Gayatri Chakravorty Spivak[6]